# Ewokacja (okultyzm)

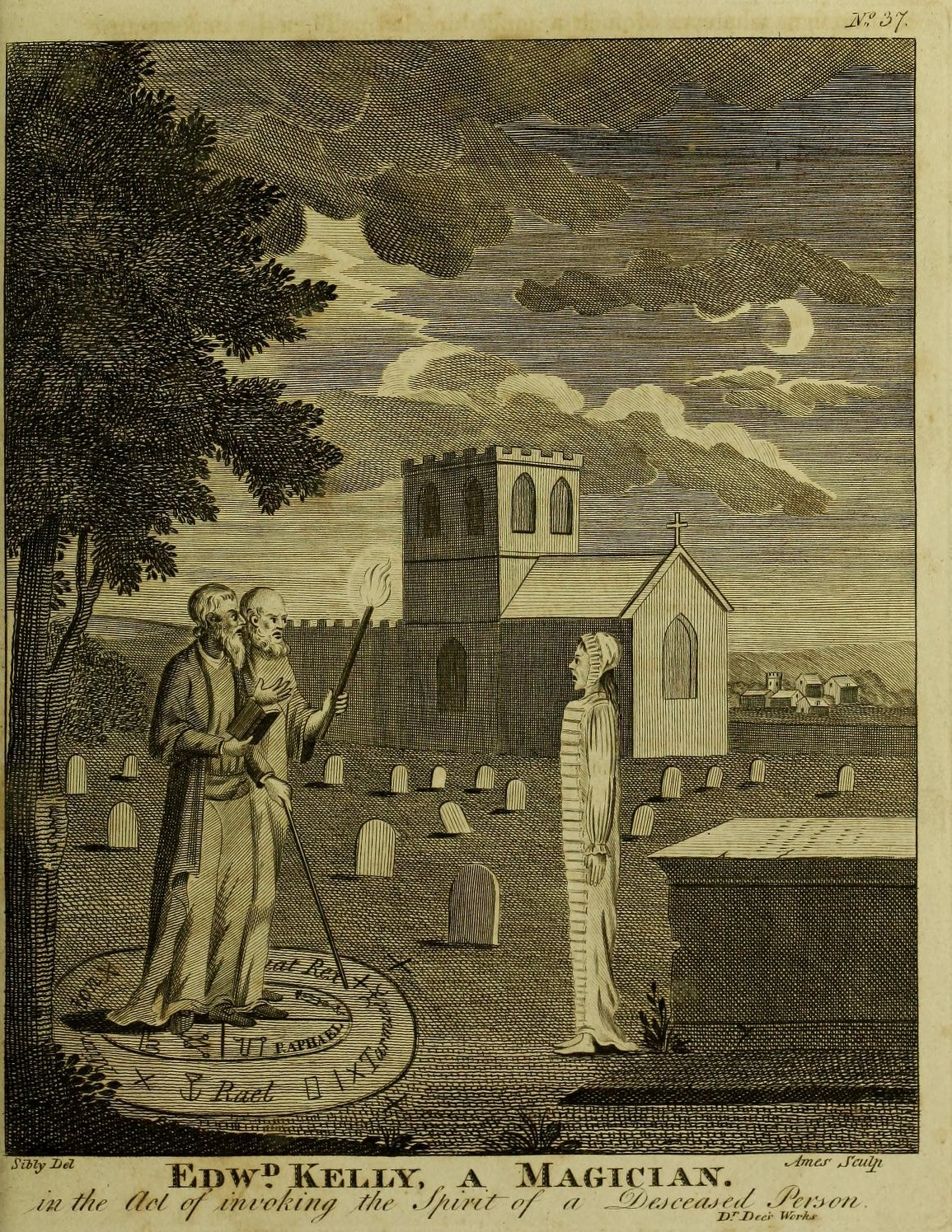
Rycina przedstawiająca wywołanie ducha przez Edwarda Kelleya

Ewokacja (łac. evocatio; z łac. evocare = „wywołać”) – w magii i okultyzmie, przywoływanie lub wywoływanie zewnętrznej istoty (ducha, demona itd.) do zewnętrznej manifestacji. W przeciwieństwie do inwokacji, osoba wykonująca rytuał nigdy nie dopuszcza ewokowanej siły do wnętrza własnej świadomości ani do magicznego okręgu.
W innym znaczeniu ewokacja może oznaczać wizję czegoś (np. zjawiska), uprzytamnianie lub wspomnienie, np. wywołanie wspomnień, skojarzeń, wizji, przedstawienie sobie jakiegoś pojęcia itp.